# Nehms
Nehms is een gemeente in de Duitse deelstaat Sleeswijk-Holstein, en maakt deel uit van de Kreis Segeberg.
Nehms telt 553 inwoners.
Alveslohe ·
Armstedt ·
Bad Bramstedt ·
Bad Segeberg ·
Bahrenhof ·
Bark ·
Bebensee ·
Bimöhlen ·
Blunk ·
Boostedt ·
Bornhöved ·
Borstel ·
Bühnsdorf ·
Daldorf ·
Damsdorf ·
Dreggers ·
Ellerau ·
Fahrenkrug ·
Föhrden-Barl ·
Fredesdorf ·
Fuhlendorf ·
Geschendorf ·
Glasau ·
Gönnebek ·
Groß Kummerfeld ·
Groß Niendorf ·
Groß Rönnau ·
Großenaspe ·
Hagen ·
Hardebek ·
Hartenholm ·
Hasenkrug ·
Hasenmoor ·
Heidmoor ·
Heidmühlen ·
Henstedt-Ulzburg ·
Hitzhusen ·
Högersdorf ·
Hüttblek ·
Itzstedt ·
Kaltenkirchen ·
Kattendorf ·
Kayhude ·
Kisdorf ·
Klein Gladebrügge ·
Klein Rönnau ·
Krems II ·
Kükels ·
Latendorf ·
Leezen ·
Lentföhrden ·
Mönkloh ·
Mözen ·
Nahe ·
Negernbötel ·
Nehms ·
Neuengörs ·
Neversdorf ·
Norderstedt ·
Nützen ·
Oering ·
Oersdorf ·
Pronstorf ·
Rickling ·
Rohlstorf ·
Schackendorf ·
Schieren ·
Schmalensee ·
Schmalfeld ·
Schwissel ·
Seedorf ·
Seth ·
Sievershütten ·
Stipsdorf ·
Stocksee ·
Strukdorf ·
Struvenhütten ·
Stuvenborn ·
Sülfeld ·
Tarbek ·
Tensfeld ·
Todesfelde ·
Trappenkamp ·
Travenhorst ·
Traventhal ·
Wahlstedt ·
Wakendorf I ·
Wakendorf II ·
Weddelbrook ·
Weede ·
Wensin ·
Westerrade ·
Wiemersdorf ·
Winsen ·
Wittenborn